# Championnat d'Europe de baseball 2007
Navigation
Édition précédente Édition suivante
Le championnat d'Europe de baseball 2007, trentième édition du championnat d'Europe de baseball, a lieu du 7 au 16 septembre 2007 à Barcelone, Viladecans et Sant Boi de Llobregat, en Espagne.
Les Pays-Bas ont remporté leur 20e titre continental et le 5e consécutif depuis 1999 et se sont qualifiés pour les Jeux olympiques d'été de 2008 à Pékin. L'Espagne et l'Allemagne ont participé au tournoi de qualification pour les Jeux olympiques. Les quatre premières équipes se sont qualifiées pour la Coupe du monde 2009.
Le 4 juillet 2007, le comité exécutif de la Confédération européenne de baseball a pris la décision de remplacer l'équipe de Grèce (9e du Championnat d'Europe 2005) par l'équipe d'Autriche (finaliste de son groupe de qualification en 2006).
L'équipe de République tchèque de baseball a été déclassé à la 12e place à la fin du tournoi pour avoir aligné des joueurs non qualifiés. Ses victoires ont été transformées en défaites par forfait (0-9).

## Phase de poules
| Groupe A     |      |      |    |    |       |
| Sélection    | Vic. | Déf. | PM | PA | %     |
| Pays-Bas     | 5    | 0    | 66 | 5  | 1.000 |
| Allemagne    | 4    | 1    | 36 | 15 | .800  |
| Suède        | 3    | 2    | 20 | 27 | .600  |
| Croatie      | 2    | 3    | 26 | 35 | .400  |
| Autriche     | 1    | 4    | 13 | 44 | .200  |
| Rép. tchèque | 0    | 5    | 2  | 37 | .000  |

| Groupe B    |      |      |    |    |      |
| Sélection   | Vic. | Déf. | PM | PA | %    |
| Royaume-Uni | 4    | 1    | 35 | 24 | .850 |
| Espagne     | 4    | 1    | 29 | 22 | .800 |
| France      | 3    | 2    | 20 | 15 | .600 |
| Italie      | 3    | 2    | 31 | 13 | .600 |
| Ukraine     | 1    | 4    | 10 | 36 | .250 |
| Russie      | 0    | 5    | 14 | 29 | .000 |

La France se qualifie grâce à sa victoire contre l'Italie.
- 8 septembre 2007 :
  - Suède 1 - 9 Allemagne
  - République tchèque 0 - 9 Croatie (score initial 4-1)
  - Autriche 0 - 22 Pays-Bas (5 manches)
- 9 septembre 2007 :
  - Croatie 2 - 11 Suède
  - Allemagne 10 - 0 Autriche (7 manches)
  - Pays-Bas 11 - 0 République tchèque (7 manches)
- 10 septembre 2007 :
  - Pays-Bas 14 - 2 Suède (7 manches)
  - République tchèque 0 - 9 Autriche (score initial 6-2)
  - Allemagne 8 - 7 Croatie
- 11 septembre 2007 :
  - Pays-Bas 6 - 3 Allemagne
  - Autriche 3 - 8 Croatie
  - République tchèque 1 - 2 Suède
- 12 septembre 2007 :
  - Allemagne 6 - 1 République tchèque
  - Croatie 0 - 13 Pays-Bas (7 manches)
  - Suède 4 - 1 Autriche

- 7 septembre 2007 :
  - Espagne 8-12 Royaume-Uni
- 8 septembre 2007 :
  - Ukraine 0 - 13 Italie (8 manches)
  - France 4 - 2 Russie
- 9 septembre 2007 :
  - Espagne 5 - 4 Ukraine
  - Italie 1 - 5 France
  - Russie 7 - 10 Royaume-Uni
- 10 septembre 2007 :
  - France 6 - 2 Ukraine
  - Espagne 4 - 2 Russie
  - Italie 6 - 0 Royaume-Uni
- 11 septembre 2007 :
  - France 3 - 4 Royaume-Uni
  - Ukraine 4 - 3 Russie (11 manches)
  - Espagne 6 - 4 Italie
- 12 septembre 2007 :
  - Russie 2 - 7 Italie
  - Royaume-Uni 9 - 0 Ukraine
  - Espagne 6 - 2 France

## Matchs de classement (7eà12eplace)
- 13 septembre 2007 :
  - (7e / 8e place) République tchèque 2 - 7 Italie
  - (9e / 10e place) Ukraine 1 - 2 Croatie
  - (11e / 12e place) Russie 7 - 2 Autriche

## Poule finale
Les résultats du premier tour entre les équipes du même groupe sont conservés pour la poule finale.
| Groupe C    |      |      |    |    |       |                   |
| Sélection   | Vic. | Déf. | PM | PA | %     | Départage         |
| Pays-Bas    | 5    | 0    | 54 | 14 | 1.000 |                   |
| Royaume-Uni | 3    | 2    | 32 | 31 | .600  | 1-1, 7,50 PA/9 m. |
| Espagne     | 3    | 2    | 41 | 32 | .600  | 1-1, 7,50 PA/9 m. |
| Allemagne   | 3    | 2    | 29 | 24 | .600  | 1-1, 8 PA/9 m.    |
| France      | 1    | 4    | 16 | 35 | .200  |                   |
| Suède       | 0    | 5    | 15 | 51 | .000  |                   |

Critères de départage pour les équipes à égalité
Seules les rencontres entre les équipes sont prises en compte
- Résultats des rencontres directes
- Moyenne de points accordés par 9 manches
- Moyenne de points mérités par 9 manches
- Moyenne au bâton dans les rencontres directes

En cas d'égalité entre les équipes, un tirage au sort est effectué.
- 14 septembre 2007 :
  - Pays-Bas 18 - 0 France (7 manches)
  - Suède 7 - 10 Royaume-Uni
  - Allemagne 3 - 11 Espagne
- 15 septembre 2007 :
  - Suède 0 - 10 France (7 manches)
  - Royaume-Uni 5 - 7 Allemagne
  - Espagne 8 - 10 Pays-Bas (11 manches)
- 16 septembre 2007 :
  - Allemagne 7 - 1 France
  - Pays-Bas 6 - 1 Royaume-Uni
  - Suède 5 - 8 Espagne

## Classement final
| Pl.                | Sélection    | Qualifiée pour                 |
| ------------------ | ------------ | ------------------------------ |
| Médaille d'or      | Pays-Bas     | JO 2008, CM 2009, CE 2009      |
| Médaille d'argent  | Royaume-Uni  | CM 2009, CE 2009               |
| Médaille de bronze | Espagne      | Qua. JO 2008, CM 2009, CE 2009 |
| 4                  | Allemagne    | Qua. JO 2008, CM 2009, CE 2009 |
| 5                  | France       | CE 2009                        |
| 6                  | Suède        | CE 2009                        |
| 7                  | Italie       | CE 2009                        |
| 8                  | Croatie      |                                |
| 9                  | Ukraine      |                                |
| 10                 | Russie       |                                |
| 11                 | Autriche     |                                |
| 12                 | Rép. tchèque |                                |

Les Pays-Bas sont qualifiés directement pour les Jeux Olympiques de 2008. L'Espagne et l'Allemagne devront passer par le tournoi de qualification olympique pour espérer se qualifier pour les Jeux. La Grande-Bretagne, qualifiée sur le terrain, n'a pas pu prendre part au tournoi pour des raisons financières et a été remplacée par l'Allemagne,.
Les Pays-Bas, le Royaume-Uni, l'Espagne et l'Allemagne sont qualifiés pour la Coupe du monde 2009.
En 2008, les cinq dernières équipes (Croatie, Ukraine, Russie, Autriche et République tchèque) devront jouer les qualifications pour le Championnat d'Europe 2009. Les sept premières équipes sont qualifiés d'office pour cette compétition.

## Récompenses individuelles
Les trophées individuels ont été décernés en tenant compte des rencontres de la poule C.
- Meilleur frappeur :  Brant Ust
- Meilleur lanceur à la moyenne de points mérités :  Nicolas Dubaut
- Meilleur lanceur au pourcentage de victoire :  Stephen Spragg
- Plus grand nombre de points produits :  Raylinoe Legito
- Plus grand nombre de circuits :  Raylinoe Legito
- Plus grand nombre de buts volés :  Rogearvin Bernardina
- Plus grand nombre de points marqués :  Rogearvin Bernardina
- Meilleur joueur défensif :  Rogearvin Bernardina
- Meilleur joueur du tournoi :  Brant Ust

## Équipe type du tournoi
- Lanceur droitier :  David Bergman
- Lanceur gaucher :  Enorbel Marquez
- Receveur :  Mike Nickeas
- Premier but :  Ian Young
- Deuxième but :  Yurendell Decaster
- Troisième but :  Raylinoe Legito
- Arrêt-court :  Brant Ust
- Champs extérieurs :  Rogearvin Bernardina,  Daniel Figueroa,  Sasha Lutz
- Frappeur désigné :   Sharnol Adriana